# 6696 Eubanks
A 6696 Eubanks (ideiglenes jelöléssel 1986 RC1) a Naprendszer kisbolygóövében található aszteroida. Oak Ridge Observatory fedezte fel 1986. szeptember 1-én.